# 沖見村
沖見村（おきみむら）は、かつて新潟県東頸城郡にあった村。

## 沿革
- 1889年（明治22年）4月1日 - 町村制施行に伴い東頸城郡神谷村、坪山村、平方村、平山村、片町村、吉坪村、七森村、大月村、川井沢村、池舟村が合併し、沖見村が発足。
- 1954年（昭和29年）11月1日 - 東頸城郡牧村と合併し、牧村を新設して消滅。